# Кардіосклероз
Кардіосклероз — наслідок ураження м'яза (міокардіосклероз) та клапанів серця внаслідок розвитку в них сполучної тканини у вигляді гнізд різного розміру (від мікроскопічних до великих рубцевих вогнищ) та поширеності, що заміщають міокард та (або) деформують клапани.

## Етіологія
Може бути результатом ревматизму (ревматичного ендоміокардиту) та міокардитів іншої етіології (міокардитичний кардіосклероз), або атеросклерозу вінцевих артерій серця (коронарогенний атеросклеротичний кардіосклероз), що розвивається внаслідок прогресування хронічної ішемічної хвороби серця з можливим переходом у інфаркт міокарда (постінфарктний міокардіосклероз).

## Перебіг
Проявляється стабільними аритміями, порушеннями внутрішньосерцевої провідності, хронічною серцевою недостатністю. Можуть виникати також клапанні вади серця майже виключно у вигляді недостатності мітральних (папілярна вада) або аортальних клапанів, а також напади стенокардії, аневризми серця (в хворих, які перенесли інфаркт міокарда, іноді як наслідок ревматизму, сифілісу).

## Лікування
Терапія основної хвороби. Патогенетична терапія окремих синдромів: аритмій, атриовентрикулярної блокади — ефедрин, ізадрин та ін., хронічної серцевої недостатності — серцеві глікозиди.